# Bryorella complanata
Bryorella complanata är en svampart som beskrevs av Döbbeler 1981. Bryorella complanata ingår i släktet Bryorella, klassen Dothideomycetes, divisionen sporsäcksvampar och riket svampar.   Inga underarter finns listade i Catalogue of Life.